# Amaga amagensis
Amaga amagensis is een platworm (Platyhelminthes). De worm is tweeslachtig. De soort leeft in of nabij zoet water.
Het geslacht Amaga, waarin de platworm wordt geplaatst, wordt tot de familie Geoplanidae gerekend.  De wetenschappelijke naam van de soort was oorspronkelijk Geoplana amagensis en werd gepubliceerd in 1914 door de Zwitserse parasitoloog Otto Fuhrmann. Het is een van de nieuwe soorten die hij verzamelde op zijn expeditie samen met Eugène Mayor naar Colombia in 1910. Ze vonden talrijke exemplaren nabij de koffieplantage Cafetal La Camelia en in de vallei van de Rio Amaga op een hoogte van 1600 tot 1800 meter. Het is een grote worm, tot 130 mm lang en 10 tot 12 mm breed.